# 青葉公園 (久喜市)
青葉公園（あおばこうえん）は埼玉県久喜市に位置する久喜市が設置、管理・運営する都市公園（近隣公園）である。青葉グラウンド（あおばぐらうんど）とも称される。

## 概要
平沼土地区画整理事業に併せ1974年（昭和49年）に完成した久喜青葉団地の建設とともに整備された公園である。園内北側には馬頭観音が祭られている。東側には平沼落川がながれ、その川に面して久喜市立久喜東中学校と隣接している。北側の埼玉県道153号幸手久喜線には七五三橋という歩道橋があり、たびたびテレビなどのメディアに登場している。園内中央には送電線が交差する鉄塔が設置されている。園内には桜の木が植樹されており、春には久喜市内の桜名所の1つとなっている。公園では青葉ふるさと祭りが催される。

## 施設
- 野球場
- テニスコート
- ゲートボール場
- 遊歩道
- 遊具（滑り台、ブランコ、砂場）
- 芝生の広場
  - 盛り土と土管
- 駐車場
- 水飲み場・手洗い場
- トイレ
- 飲料の自動販売機
- 樹木の植栽（うえこみ）
- 藤棚

## 所在地
- 〒346-0013
- 埼玉県久喜市青葉3-1

## 交通
- 久喜駅東口より朝日バス（のりば１）より「青葉団地循環」・[KU16]「幸手駅西口行き」に乗車、「青葉団地中央」下車すぐ（乗車、朝：約15分、14時以後：約10分）。運賃は190円。
- 久喜駅東口より久喜市内循環バスのりばにて「野久喜・吉羽循環」に乗車、「ふれあいセンター久喜」（乗車約14分）下車、徒歩約5分。運賃は100円。1日乗車券は200円。（市内循環バス　久喜市ホームページ）
- 幸手駅西口より朝日バス[KU16]「久喜駅東口行き」に乗車、「青葉団地中央」下車すぐ。（乗車、約8分）。運賃は210円。

## 周辺
- 久喜市立青毛小学校
- 久喜市立久喜東中学校
- 久喜青葉団地
- 久喜市青葉公民館
- 久喜青葉団地内郵便局
- 童謡の小道
- 青葉台あけぼの幼稚園
- 平沼落川
- 七五三橋
- ふれあいセンター久喜